# Giovanni Frattini
Giovanni Frattini (Roma, 8 de janeiro de 1852 – Roma, 21 de julho de 1925) foi um matemático italiano, conhecido por suas contribuições à teoria dos grupos.

## Biography
Frattini começou a estudar na Universidade de Roma em 1869, onde estudou matemática com Giuseppe Battaglini, Eugenio Beltrami e Luigi Cremona.